# 冈瓦纳大陆

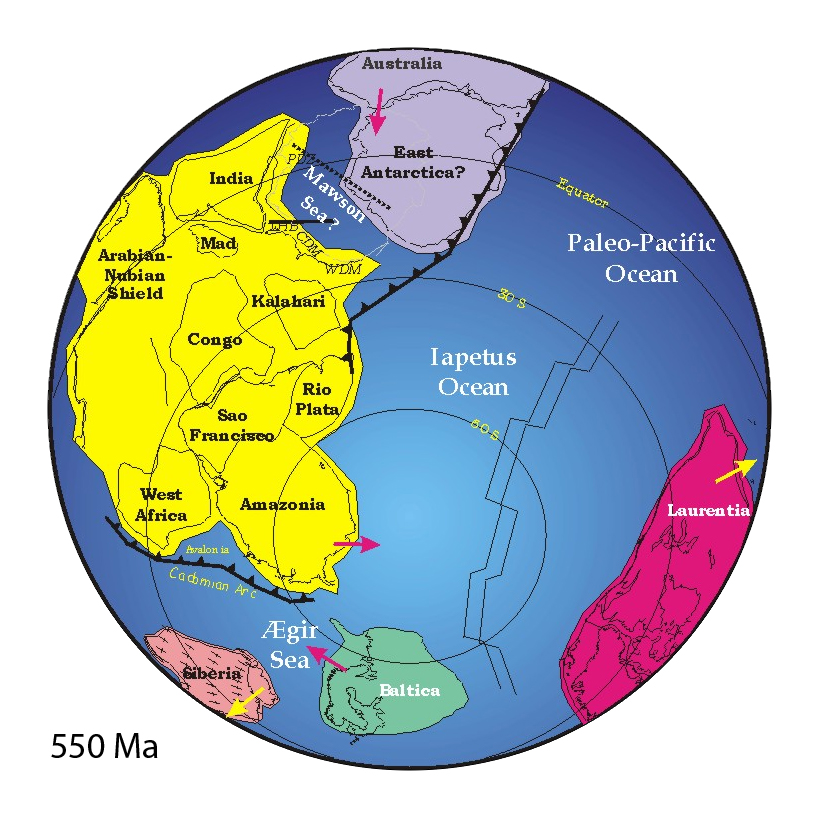
5.5亿年前形成后的冈瓦纳大陆

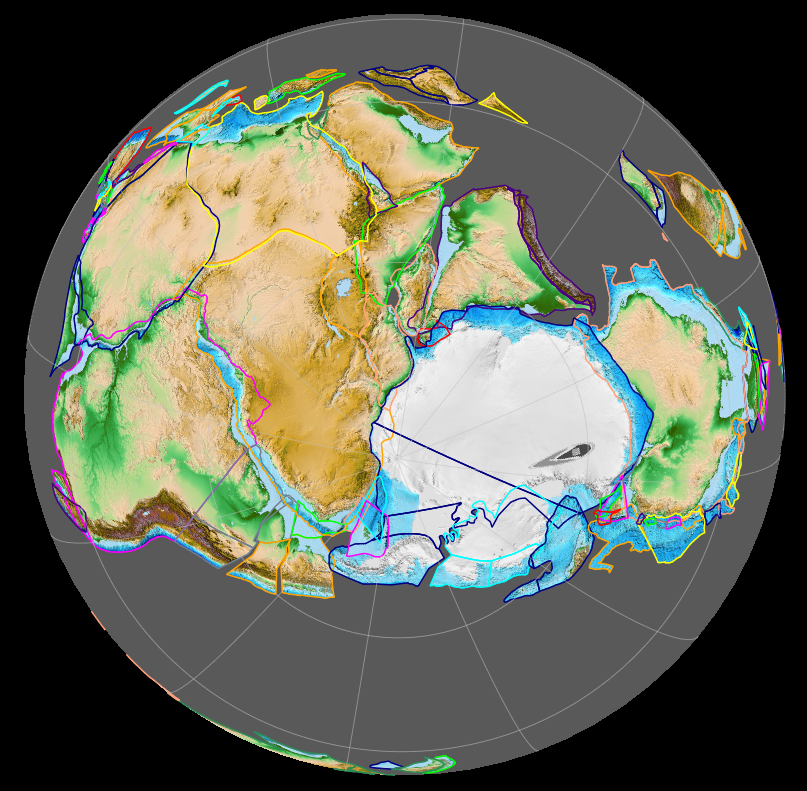
4.2億年前的冈瓦纳大陸，此視角下中心對準地理南極

在地質學中，冈瓦纳大陆（/ɡɒndˈwɑːnə/，或），也稱岡瓦那大陸、岡瓦納古陸、冈瓦纳古大陆、岡瓦那古大陸、岡瓦那超大陸、南方大陸，是存在於新元古代至侏羅紀前期（約5.73億至1.8億年前）的超大陸，從羅迪尼亞大陸分裂出來的兩塊超大陸之一（另一個超大陸為勞亞大陸），位於南半球。
從最早的定義來看，岡瓦納沒有被認為是超大陸，因為波羅的大陸、勞倫大陸和西伯利亞大陸與之分離。它是由數個克拉通的增生所形成，最終成為古生代以來最大的超大陸，覆蓋面積約1億平方公里，約佔地球表面的五分之一。在石炭紀時期，它與歐美大陸合併成一個更大的超大陸 - 盤古大陸。在中生代，岡瓦納（和盤古大陸）逐漸破裂。岡瓦納的殘餘物約佔當今大陸面積的三分之二，包括南美大陸、非洲大陸、南極大陸、澳大利亞大陸、印度次大陸、西蘭大陸和阿拉伯半島。
岡瓦納的形成始於8億至6.5億年前東非造山運動（印度和馬達加斯加與東非的碰撞），並完成於6億至5.3億年前Brasiliano和Kuunga造山帶重合。

## 名字的由来
岡瓦納名稱源於印度中部的岡瓦納地區，該地名取自梵語，意為「贡德人的森林」（Gonda “贡德人” + vana「森林」）。在這個地方發現了岩石與南半球...等其他大陸的共通性，愛德華·休斯於是以此來取名岡瓦納大陸。此名稱曾在1872年被H.B. Medlicott第一次用於地質學，來描述岡瓦納二疊紀到三疊紀的沉積層序。
一些科學家更喜歡使用「岡瓦納蘭（Gondwanaland）」一詞，以便在該地區和超大陸之間做出明確區分。

## 大陸漂移過程
由羅迪尼亞大陸的南部分裂而成。進一步分裂成：紐西蘭島嶼、澳洲大陸、南美大陸、南極大陸、馬達加斯加及非洲大陸，以及已經漂流到北半球的印度古陸、阿拉伯半島。

## 走向分裂

### 中生代
位於超大陸中心的南極洲與岡瓦納的其他板塊都相鄰，岡瓦納的破碎陸塊圍繞其順時針傳播。超大陸的分裂是Karoo-Ferrar火成岩區域噴發的結果，該區域形成了地球上最廣的大型火成岩區域之一。但是南美、非洲與南極洲之間最古老的磁異常發現於160 to 180 Ma的侏羅紀的威德爾海南部。 

##### 西印度洋的初始
在c. 184 Ma.Karoo-Ferrar洪流玄武岩快速大範圍的侵入之後，岡瓦納在侏羅紀早期開始分裂。在Karoo plume開創非洲和南極洲之間裂谷之前，它把一些較小的陸塊與岡瓦納南部及原始太平洋邊緣（沿著現在的跨南極山脈）隔開了。

#### 東印度洋的序幕
由南極洲，馬達加斯加，印度和澳大利亞組成的東岡瓦納開始與非洲分離。

#### 南大西洋的生成
南大西洋的開放使西岡瓦納（南美和非洲）分裂，但是對於此分裂的確切時間點，仍存在很多爭議。

#### 早期安第斯造山運動
侏羅紀和白堊紀初期是安第斯造山運動的第一階段，特徵是發展出伸展構造、裂谷、弧後盆地和形成大型岩磐。

## 证据
- 古生物证据

中龙类化石在非洲和南美都有发现，而它们是淡水動物不可能跨越海洋游到对岸。只能说明大陆本相连。
- 岩石证据
- 其他证据

## 对动物地理的影响
很多动物起源于冈瓦纳大陆，如长鼻类（大象）、古腭类（鸵鸟等），解释了南亚和非洲，非洲和南美之间动物区系的类似性。解释了新西兰没有土生哺乳动物（蝙蝠除外）的原因等。